# アケダクト競馬場駅
アケダクト競馬場駅は、クイーンズ区オゾン・パークのアケダクト競馬場西側ピトキン・アベニューの近くに位置するニューヨーク市地下鉄INDロッカウェイ線の駅で、北行A系統が終日停車する。

## 駅構造

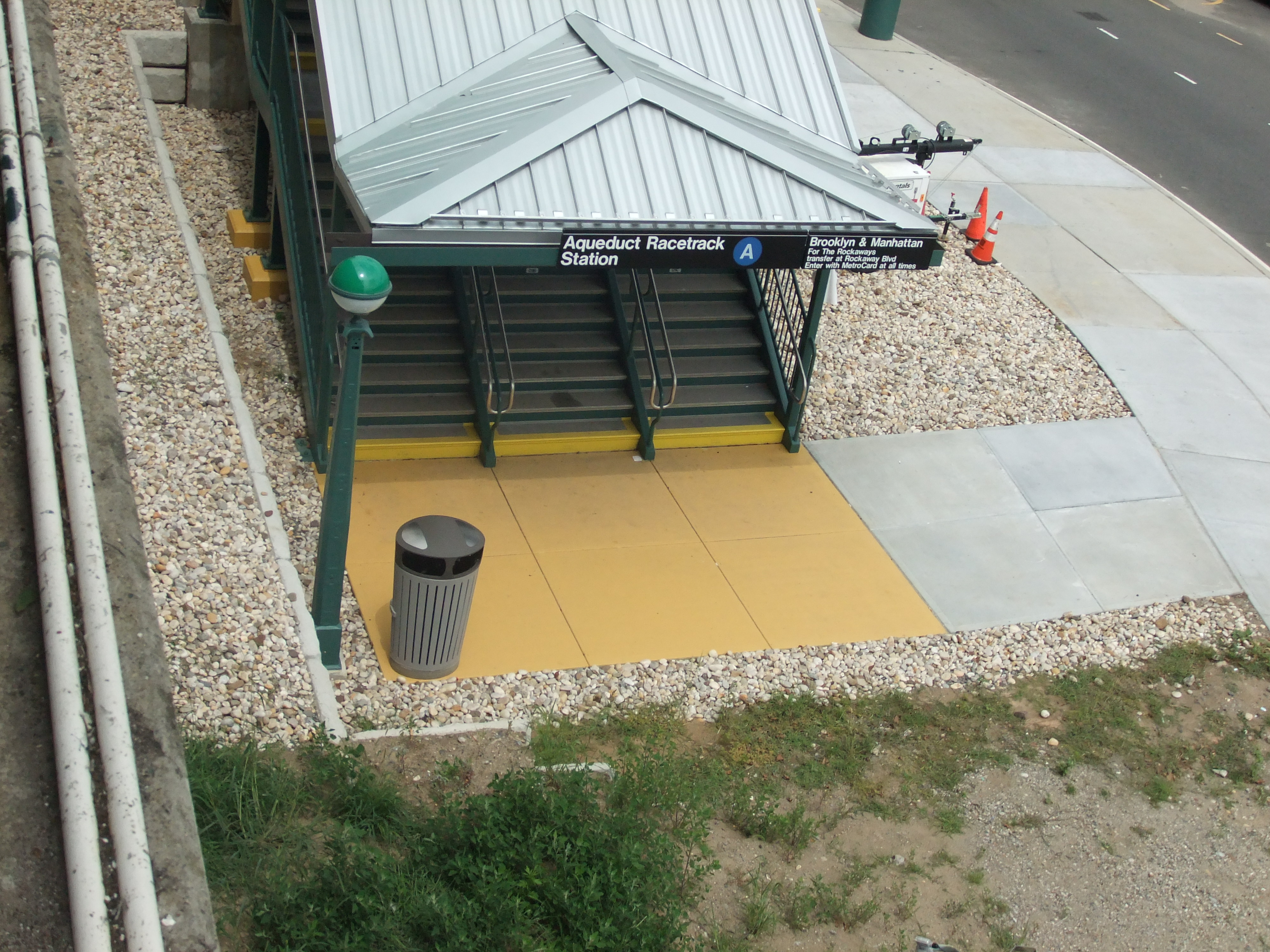
入口

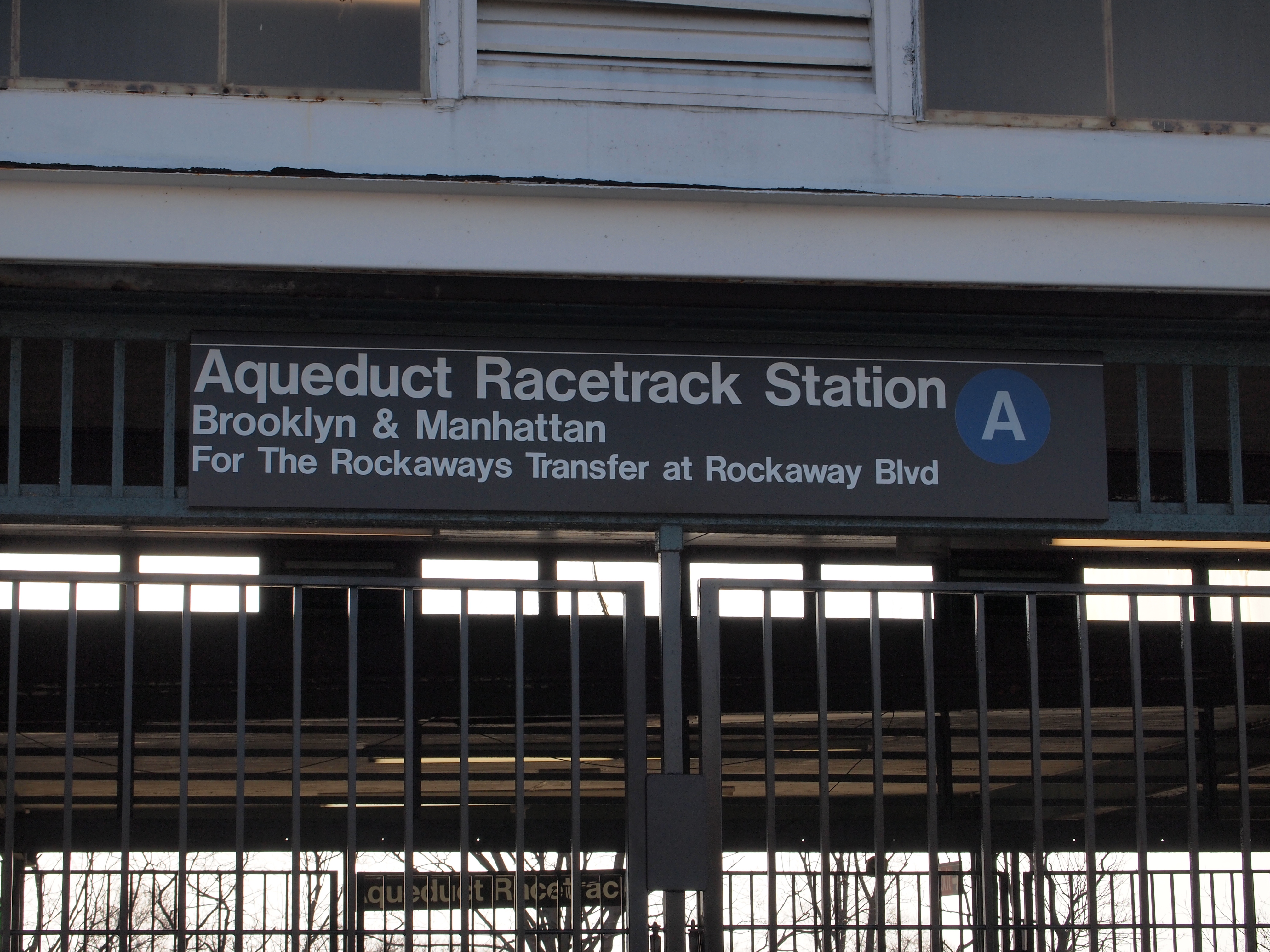
ロッカウェイ方面乗換の案内板

| P ホーム階 | 改札                         | 出入口 (地上へのエレベーターがある)                                                                       |
| P ホーム階 | 相対式ホーム、右側ドアが開く | |
| P ホーム階 | 北行緩行線                   | ← インウッド-207丁目駅行き (ロッカウェイ・ブールバード駅)                                                 |
| P ホーム階 | 中央線                       | ← 路盤のみ                                                                                                |
| P ホーム階 | 中央線                       | → 路盤のみ                                                                                                |
| P ホーム階 | 南行緩行線                   | → 停車せず (アケダクト-ノース・コンジット・アベニュー駅) →                                                |
| G          | 地上階                       | アケダクト競馬場への入口、アケダクト-ノース・コンジット・アベニュー駅及びピトキン・アベニューへの連絡通路 |